# 테투안역
테투안역(스페인어: Tetuán)은 마드리드 지하철 1호선의 역이다. 마드리드 테투안 구의 브라보 무리요 거리와 마르케스 데 비아나 거리의 교차로에 위치해 있으며, 이름은 테투안이란 지명에서 따왔다. 요금구역상으로는 A구역에 속한다.

## 역사
1929년 3월 6일 개업하였다. 처음에는 60m 길이의 승강장이었으나 나중에 90m로 확장되었다. 또 한동안 1호선의 시종착역이었지만 1961년 2월 4일부터 플라사 데 카스티야 역까지 연장되면서 일반역이 되었다. 개업 당시만 하더라도 마드리드 시내를 벗어나는 최초의 지하철역이었는데 당시 테투안은 '테투안데라스빅토리아스'란 이름으로 차마르틴데라로사 시에 속해 있었기 때문이었다. 차마르틴데라로사는 1948년 마드리드 시에 합병되었다.
2016년 7월 3일부터 1호선 도심구간에 해당되는 플라사 데 카스티야-시에라 데 과달루페 구간이 시설정비 공사로 임시 운행중단되면서 이 역도 영업을 중단하였다. 공사 작업 완료일은 2016년 11월경이 될 것으로 예측되었으나, 불편을 줄이기 위해 먼저 공사가 끝난 구간만 우선운행하기로 결정되었다. 따라서 같은해 9월 14일에 플라사 데 카스티야-콰트로 카미노스 구간 / 알토 델 아레날-시에라 데 과달루페 구간이 운행을 재개하였고, 이 역도 다시 문을 열었다.

## 환승 정보
역 주변에는 시내버스 정류장이 세 곳 정도 있으며, 야간 버스 노선도 일부 운행된다.
| 마드리드 지하철                   | 마드리드 지하철       | 마드리드 지하철       |
| --------------------------------- | --------------------- | --------------------- |
| 발데아세데라스 피나르 데 차마르틴 | 마드리드 지하철 1호선 | 에스트레초 발데카로스 |